# 晴レルヤ
「晴レルヤ」（ハレルヤ）は、日本のJ-POPユニット、ET-KINGの7枚目（メジャー5枚目）のシングルである。発売元はユニバーサルミュージック。

## 概要
- 初回限定盤には「晴レルヤ」のビデオクリップDVDが付属している。
- 日本のメジャーアーティストは元日にCDをリリースするケースが多いが、この曲は歌詞の「きっと明日は晴レルヤ」から素晴らしい「明日」＝「新年」を迎えられますようにという祈りを込めて大晦日にリリースした。

- ５年前のインディーズ時代、辛い事があった時に人を励まし、自分達にも励みになるように作った曲で、ライブではすでに大定番になっている曲。アルバムにも入れず、多くの人に聞いてもらえるようになってから出したいと思っていた[1]。

- FM TOKYOの「SCHOOL OF ROCK！」とロッテの「Toppo」がコラボした「Toppa」(とっぱ)のパッケージに「晴レルヤ」他、4アーティストの曲がストリーミング出来るQRコードが付く。受験生を応援する。

## 収録曲
1. 晴レルヤ (4:43)
作詞：ET-KING、
作曲：イトキン
※日本テレビ系『スッキリ!!』2008年1月度エンディングテーマ
2. たいまつ [Jamaican Mix] (4:32)
作詞：ET-KING、
作曲：イトキン, DJ BOOBY
Remix：Lynford "Fatta" Marshall

※ジャマイカ人ミキサーがレゲエ・テイストにリミックス
3. この歌を････････♪ [和ROCK Remix] ／ K × ET-KING(5:25)
作詞：K, ET-KING、

作曲：K, ET-KING, NAOKI-T
Remix：NAOKI-T

※K×ET-KING名義で発表された楽曲をNAOKI-Tがリミックス
4. お世話になりました (3:02)
作詞:山上路夫, 
補作詞:ET-KING、
作曲:筒美京平
※井上順のカバーでアルバム『筒美京平トリビュート』収録曲
5. 晴レルヤ [Instrumental]

## 収録アルバム
- SOUL LAUNDRY
- シングル コレクション!
- 応援歌集
- 20th Anniversary ALL TIME BEST -Journey-(通常盤)